# 納德爾·米諾迪
納德爾·米諾迪（義大利語：Nadir Minotti；1992年5月16日—）是一位意大利足球運動員。在場上的位置是中場。他現在效力於意大利足球甲級聯賽球隊亞特蘭大足球俱樂部。